# À la poursuite de la chambre d'ambre
Série
À la poursuite du trésor oublié
(31 août 2008)
Pour plus de détails, voir Fiche technique et Distribution.
À la poursuite de la chambre d'ambre (Die Jagd nach dem Bernsteinzimmer) est un téléfilm germanique réalisé par Florian Baxmeyer, diffusé le 16 septembre 2012 sur RTL.
C'est le troisième volet d'une trilogie débutée par le téléfilm À la poursuite du trésor oublié (Die Jagd nach dem Schatz der Nibelungen) en 2008 puis À la poursuite de la lance sacrée (Die Jagd nach der heiligen Lanze) en 2010.

## Synopsis
Depuis la fin de la Seconde Guerre mondiale, la chambre d'ambre du Château de Königsberg a disparu, prétendument détruite dans un bombardement. C'est la plus précieuse relique du XXe siècle. Elle renfermerait également les dernières graines viables d'une plante autrement disparue depuis deux mille ans et qui aurait la capacité de soigner toutes les blessures et les maladies, le silphium. Elle pourrait donc sauver des millions de vies, ou, dans de mauvaises mains, prolonger infiniment des guerres en rendant des armées invulnérables. C'est pour cela qu'Albert Einstein a subtilisé la chambre d'ambre et son contenu aux Nazis qui avaient découvert son secret. La petite fille de ce dernier, Mila, s'associe au groupe d'aventuriers mené par le professeur Erik Meiers pour retrouver la chambre. Très vite, ils sont pris en chasse par des mercenaires au service d'un groupe pharmaceutique...

## Fiche technique
- Titre original : Die Jagd nach dem Bernsteinzimmer [Note 1]
- Titre français : À la poursuite de la chambre d'ambre [Note 2]
- Titre anglais ou international : The Hunt for the Amber Room
- Réalisation : Florian Baxmeyer
- Scénario : Derek Meister, Simon X. Rost et Stefan Raiser
- Musique : Tilman Sillescu
- Direction artistique : Jo Hattenhauer
- Décors : Matthias Kammermeier
- Costumes : Anne Jendritzko
- Photographie : Peter Krause
- Son : Ralph Thiekötter, Thekla Demelius, Michael Schlömer
- Montage : Moune Barius
- Production : Stefan Raiser, Felix Zackor et Sascha Mürl
- Sociétés de production[2] : Dreamtool Entertainment pour RTL
- Sociétés de distribution :
  - Allemagne : RTL (première diffusion à la télévision) ; New KSM (DVD)
  - France : Zylo (DVD)
- Budget : 6,5 millions de $ (estimation sur imdb)[3] ; 5 millions de $ (estimation sur allociné)[4]
- Pays d'origine :  Allemagne
- Langue originale : allemand
- Format[5] : couleur - 1,78:1 (Widescreen) (16:9 HD) - son Dolby Digital
- Genre : aventures, action
- Durée : 110 minutes
- Dates de sortie[6] :
  - Allemagne : 16 septembre 2012 (diffusion TV)
  - France : 23 septembre 2014 (sortie directement en DVD)[4]
- Classification :
  -  France : Tous publics avec avertissement[7].

## Distribution
- Kai Wiesinger : Eik Meiers
- Bettina Zimmermann : Katharina Meiers
- Fabian Busch : Justus Zacharias
- Sonja Gerhardt : Krimi Meiers
- Clemens Schick : Jan van Hassel
- Annika Blendl : Mila Marglund
- Ralph Herforth : Gremme
- Bibiana Zeller : la vieille dame
- Andreas Wellano : Albert Einstein
- Andreas Grusinski : Quandt
- Thomas Darchinger : Docteur Monhaupt
- Heinz Simon Keller : le jeune médecin
- Marvin Gronen : jeune cadre de la société pharmaceutique
- Bernardus Manders : membre sénior du conseil d'administration
- Jürgen Flossmann : l'opérateur ascenseur
- Hannes Hellmann : Clemens Thieme
- Stefan Raiser : le soldat SS au contrôle des papiers (non crédité)

 Sauf indication contraire, les informations mentionnées dans cette section peuvent être confirmées par la base de données cinématographiques IMDb,  présente dans la section « Liens externes ».

## Distinctions
En 2012, À la poursuite de la chambre d'ambre a été sélectionné 1 fois dans diverses catégories.

### Nominations
- Prix Bambi 2012 : Choix du lecteur (Téléfilm préféré) pour Kai Wiesinger, Bettina Zimmermann et Fabian Busch.